# Ampelisca spinipes
Ampelisca spinipes är en kräftdjursart som beskrevs av Jonas Axel Boeck 1861. Ampelisca spinipes ingår i släktet Ampelisca och familjen Ampeliscidae. Arten är reproducerande i Sverige. Inga underarter finns listade i Catalogue of Life.